# عبدالله کاپی سیلا
عبدالله کاپی سیلا (انگلیسی: Abdoulaye Kapi Sylla؛ زادهٔ ۱۵ سپتامبر ۱۹۸۲) بازیکن فوتبال اهل گینه بود.
وی همچنین در تیم ملی فوتبال گینه بازی کرده است.